# Industrie de type process
Une industrie de type process est une industrie dans laquelle les matières premières subissent une transformation chimique en plus d'une transformation physique propre au procédé industriel.
Les grandes industries process sont l'industrie papetière, l'industrie agroalimentaire, l'industrie chimique, l'industrie pharmaceutique, etc.